# キス&ネバークライ
『キス&ネバークライ』 (Kiss & Never Cry) は小川彌生による日本の漫画作品。『Kiss』（講談社）にて2008年7号から2011年1号まで連載されていた。スピンオフ番外編である「キス&ネバークライPLUS」が増刊号の『Kiss PLUS』2011年5月号から2012年1月号まで連載された。単行本は全11巻（「PLUS」は11巻として刊行）。
元新聞記者である作者の綿密な取材と詳細な描写が、ファンや読者のみならず往年のフィギュアスケートファンから非常に高い評価を受けている。主人公らのアイスダンサーとしての成長の他に、みちるの過去の出来事も主題となっており、ミステリー要素も詰まった作品である。タイトルは、選手が採点を待つ席「キス&クライ」に由来する。

## あらすじ
アメリカで幼い頃からフィギュアスケートを教わっている黒城みちる。シングルスケーターとして育てられてきたみちるだが、アイスダンスの選手だった両親の影響もあり、ずっとアイスダンスをやりたいと願っていた。
ハーフの少年・礼音と知り合ったみちるは、コーチの四方田から少しずつアイスダンスを教わるようになり、礼音とペアを組むまでになるが、ある日突然みちるが行方不明になる。しばらくして発見されたみちるは、その間の記憶を失っており、「I was lost...」としか言わず、すっかりふさぎ込むようになってしまった。そして同じころ、四方田コーチの遺体が発見される。事件は未解決のまま、みちるは日本へ帰ることになった。
7年後、礼音は日本のコリオグラファーにスカウトされ、日本へ来ることになり、みちるに再会する。しかし明るく元気だったみちるは、無口で陰のある少女に成長していた。

## 登場人物

### 主要人物
黒城 みちる（くろき みちる）
フィギュアスケートの選手。シングルスケーターとして世界ジュニア選手権で優勝経験がある。骨挫傷を患い、引退を考えていたが、シニアデビューを機に、アイスダンスに転向、四方田晶とペアを組む。かつて伝説とまで言われた両親のようなアイスダンサーになりたいと願っている。
礼音のことが好きだが、自分は汚れていると思っており、純粋な礼音に正直に気持ちを伝えられず、晶と関係を持ってしまう。
第7章Step2.で両親の離婚により母親の旧姓である王禅寺（おうぜんじ）姓となる。
春名 礼音（はるな れおん）
最初はアイスホッケーをやっていたが、みちると出会い一目惚れし、フィギュアスケートに転向する。その後、フィギュアのために始めたバレエの方にハマり、ベルギーにバレエ留学する。モダンダンサーとして合田武志（後述）にスカウトを受ける。
父親が日本人で、母親がフランス人。父親は舞台音楽関係の職業。
四方田 晶（よもた ひかる）
駆の弟。ジュニア時代はシングルスケーターとして活躍。兄の死後（兄の死が原因ではないが）アイスダンスに転向する。パートナーに呼吸を合わせることが下手で、4度も振られている。3年以内の引退を前提に、みちるとペアを組む。兄の死に疑問を抱き、独自に調べている。

### みちるの友人
鮎原 レナ（あゆはら レナ）
みちると一緒にフィギュアスケートを習う少女。ハーフで、父親が日本人。
トリプルアクセルを跳べる選手に成長。20歳になった時、アメリカ国籍を選択する。体重の増加が悩み。
矢吹 友哉（やぶき ゆうや）
みちると一緒にフィギュアスケートを習っていた。両親の都合で日本へ帰ることになる。その後、父親の会社が倒産し、フィギュアスケートをやめる。
春名 真音（はるな まのん）
礼音の妹。礼音より先にフィギュアスケートを習っていたが、学校で友達ができるにつれてスケートから遠ざかっていった。現在はモデルに転向。

### スケート関係
黒城 美雪（くろき みゆき）
みちるの母親。前夫と組んだ「王禅寺・高石組」はオリンピックでの入賞経験もあり、アイスダンスの伝説のカップルとして有名。前夫のような生涯のベストパートナーと出会えても、失う可能性があることを考えると、みちるにアイスダンスをさせることを認められずにいた。現在はみちるのサブコーチとして活動。
第7章Step2.長い間協議をしていた離婚が成立し旧姓である王禅寺姓となる。
四方田 駆（よもた かける）
美雪の後輩アイスダンサー。みちるのコーチで、みちるが両親の次に憧れる。みちるがアメリカで失踪した時に謎の死を遂げる。
マリー・ダンドワ
美雪の先輩スケーター。カナダ人。日本人と結婚して以来、日本在住。アイスダンスに転向したみちるのコーチになる。「青天の霹靂」を「青天のテキレイキ」と言うなど、時々変な日本語を使う。バレエとオペラ鑑賞が趣味で、合田武志のファンでもある。

### その他
黒城（くろき）
美雪の2番目の夫。みちるの義父。クロキ・スポーツという会社を経営。みちるたちが練習するリンクもクロキ・スポーツの傘下。少女ポルノを趣味としていた。
セルゲイ・ゲオルギエフ
謎のロシア人。かつてはアイスダンスの選手で、オリンピックで銅メダルを獲得したこともある。生前の駆と言い争っていた。晶とも知り合い。後に黒城を襲撃し、警察により射殺される。
合田 武志（ごうだ たけし）
礼音をダンスカンパニーにスカウトしたコレオグラファー。『きみはペット』の主人公の一人。
佐田 真澄（さだ ますみ）
晶の元パートナーで元恋人。アイスダンスの選手。現在のパートナーと全日本選手権を制する。
中村 健二（なかむら けんじ）
真澄の現在のパートナー。
佐田 穂波（さだ ほなみ）&小橋 健太（こはし けんた）
真澄の妹と、そのパートナー。アイスダンスの選手。
ミレーヌ&ファビアン
カナダ人のアイスダンスカップル。逆リフトを得意とする。

## 書誌情報
- 小川彌生 『キス&ネバークライ』 講談社〈KC Kiss〉 全11巻
  1. 2006年08月11日発売[1]、ISBN 978-4-06-340605-4
  2. 2007年03月13日発売[1]、ISBN 978-4-06-340639-9
  3. 2007年11月13日発売[1]、ISBN 978-4-06-340676-4
  4. 2008年05月13日発売[1]、ISBN 978-4-06-340701-3
  5. 2008年12月12日発売[1]、ISBN 978-4-06-340729-7
  6. 2009年07月13日発売[1]、ISBN 978-4-06-340760-0
  7. 2010年02月12日発売[1]、ISBN 978-4-06-340787-7
  8. 2010年06月11日発売[1]、ISBN 978-4-06-340803-4
  9. 2010年10月13日発売[1]、ISBN 978-4-06-340820-1
  10. 2011年02月10日発売[1]、ISBN 978-4-06-340835-5
  11. 2012年02月13日発売[1]、ISBN 978-4-06-340869-0